# Xavier Jounou i Bajo
Xavier Jounou i Bajo (Solsona, 1 d'abril del 1959 - 13 de gener del 2010), pagès i polític català, va ser alcalde de Solsona (2007-2010).

## Biografia
Casat i amb dues filles, era pagès de professió, ofici al qual sempre es pronunciava amb orgull. Des de l'any 1995, compaginava la seva dedicació professional amb la seva funció pública a l'Ajuntament de Solsona. Estava molt vinculat a diferents entitats de la ciutat com el Club Bàsquet Solsona, l'Agrupació de Geganters o l'Orfeó Nova Solsona.
Va entrar al consistori solsoní el 1995 com a regidor. Va ser portaveu d'Esquerra Republicana de Catalunya (1995-2007) a l'Ajuntament. Durant el mandat del 1995 al 1999, va ser regidor de Governació i en els següents mandats (1999-2003 i 2003-2007) no va ser responsable de cap àrea de govern i va formar part de l'oposició durant les alcaldies de Ramon Llumà i Jordi Riart.
El 2003 va ser elegit president comarcal d'ERC al Solsonès, formació de la qual va entrar a militar aquell any.
Va ser escollit alcalde de Solsona l'any 2007, gràcies a l'acord per governar l'Ajuntament entre ERC, el COMÚ i el PSC, les formacions polítiques que fins al moment eren a l'oposició.
Al novembre de 2009 se li va diagnosticar un càncer de pàncrees a conseqüència del qual va morir el 13 de gener del 2010 a l'edat de 50 anys.
La seva mort va commocionar a tota la ciutat i així es va demostrar amb l'afecte que els solsonins i solsonines van expressar en un emotiu funeral amb milers d'assistents.
Va ser proclamat fill predilecte de la ciutat a títol pòstum pels serveis prestats en l'àmbit públic i de la mateixa col·lectivitat, sent-li atorgada la màxima distinció que l'Ajuntament de Solsona pot realitzar.

## Equip de Govern municipal a Solsona (2007-2010)
Els resultats de les eleccions municipals de 2007 van portar a l'entesa dels partits que fins al moment eren a l'oposició a l'Ajuntament de Solsona per crear un acord per governar durant el mandat de 2007 a 2011. El 16 de juny de 2007, es constituïa l'Ajuntament i Xavier Jounou va ser escollit alcalde de Solsona, amb els vots a favor dels regidors del seu grup municipal, d'El Comú i del PSC.
Aquest va ser l'equip de Govern municipal que va presidir:
| Equip de Govern (2007-2010)         | Càrrec                                                                                                  |
| ----------------------------------- | --- |
| Xavier Jounou i Bajo (ERC)          | alcalde i president de l'Ajuntament i regidor de Parcs i Jardins, Serveis Funeraris i Brigada Municipal |
| Martí Abella i Pere (El Comú)       | primer tinent d'alcalde i regidor de Participació Ciutadana i Serveis d'Urbanisme i Infraestructures    |
| Josep Caelles i Subirana (PSC)      | segon tinent d'alcalde i regidor de Governació i Promoció Econòmica i Turisme                           |
| Salvi Nofrarias i Bellvehí (ERC)    | tercer tinent d'alcalde i regidor d'Hisenda, Administració i Esports                                    |
| Encarnació Tarifa i Fernández (PSC) | quarta tinent d'alcalde i regidora d'Educació i Polítiques d'Igualtat                                   |
| David Rodríguez i González (ERC)    | regidor de Salut i Acció Social i Comunicació                                                           |
| Sara Alarcón i Postils (ERC)        | regidora de Cultura i Joventut                                                                          |
| Jordi Fraxanet i Nadal (El Comú)    | regidor de Medi Ambient i del Vinyet                                                                    |